# 1857
1857 (MDCCCLVII) a fost un an obișnuit al calendarului gregorian, care a început într-o zi de joi.

## Evenimente

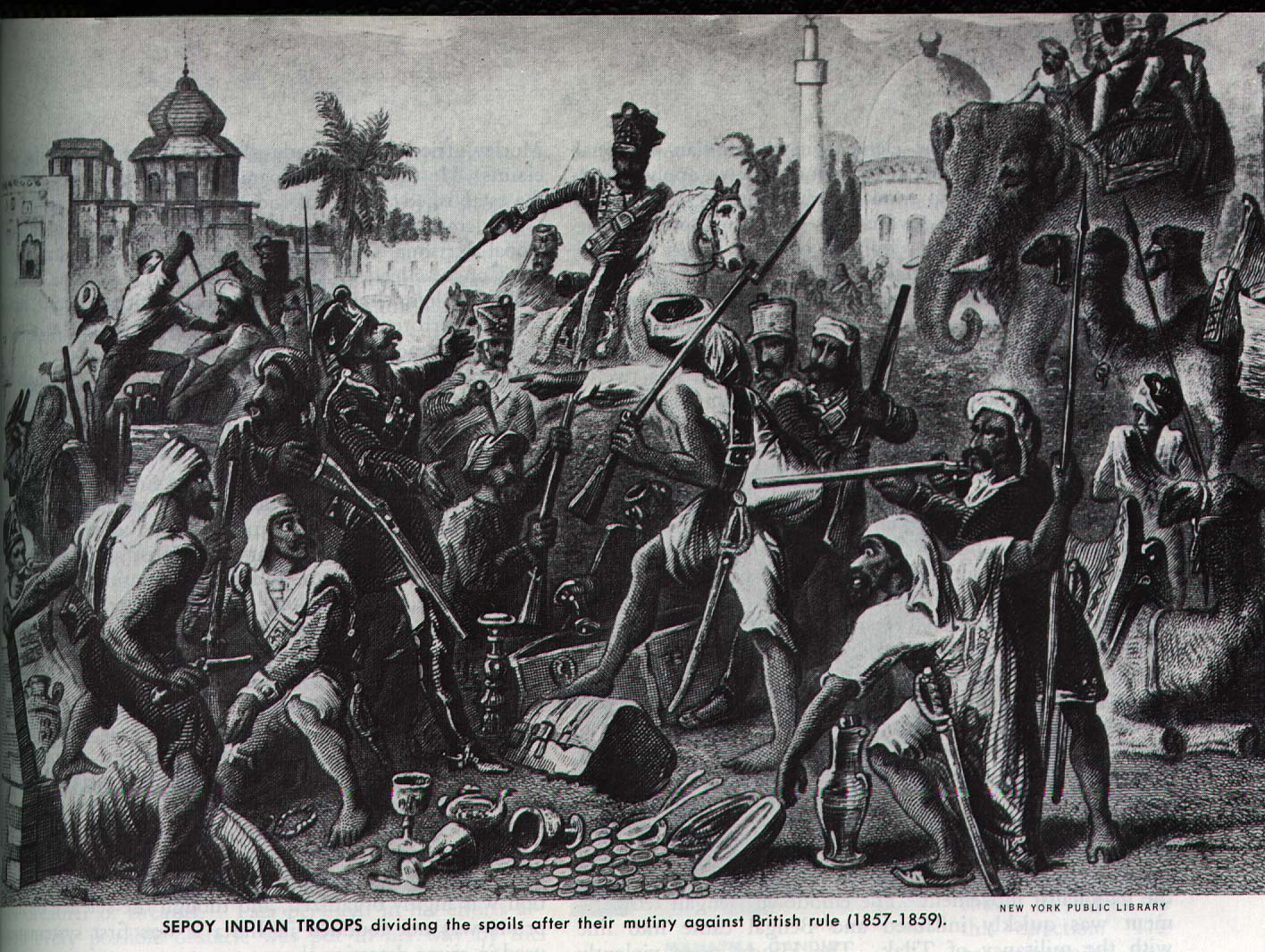
Rebeliunea indiană din 1857.

### Martie
- 3 martie: Se înființează la București "Comitetul Central al Unirii" cu scopul de a coordona acțiunile organizate vizând Unirea Principatelor. La Iași se înființase în același scop societatea "Unirea" încă din 25 mai 1856.
- 3 martie: Franța și Marea Britanie declară război Chinei.

### Septembrie
- 7 septembrie: În Țara Românească se desfășoară alegerile pentru adunarea ad-hoc din care va rezulta o unanimitate unionistă.
- 22 septembrie: O furtună puternică trimite pe fundul Golfului Finic din Marea Baltică, nava rusească militară cu pânze "Lefort", cu 826 de oameni la bord. A fost descoperită la 4 mai 2013, între insulele Gotland și Bolshoy Tyuters.

### Noiembrie
- 1 noiembrie: La Timișoara se introduce pentru prima dată iluminatul stradal cu petrol sintetic, produs prin distilarea cărbunelui.
- 15 noiembrie: Este dată în folosință calea ferată Timișoara–Szeged, în lungime de 112 km. Timișoara devine primul oraș de pe teritoriul actual al României conectat la rețeaua feroviară. Călătoria de la Timișoara la Budapesta dura 26 ore, iar de la Timișoara la Viena 36 de ore. Se deschide gara Timișoara-Iosefin.

### Decembrie
- 31 decembrie: Regina Victoria alege Ottawa, care face parte din provincia Ontario, drept capitală a Canadei.

### Nedatate
- Divorțul fără aprobare parlamentară devine legal în Marea Britanie.
- Doctorul Carol Davila fondează "Societatea de Științe Medicale" din Țara Românească.

## Arte, științe, literatură și filozofie
- Apare la București ziarul unionist "Concordia" (din 9 martie 1857 până în 1915 va apărea sub titlul "Românul", condus de C.A. Rosetti) ca purtător de cuvânt al liberalilor radicali.
- Apare la Paris, apoi la București, săptămânalul Buciumul, sub direcția lui Cezar Bolliac.
- Charles Baudelaire publică Les Fleurs du Mal.

## Nașteri
- 22 februarie: Heinrich Hertz, fizician german (d. 1894)
- 4 martie: Constantin Coandă, general și politician român (d. 1932)
- 23 aprilie: Ruggiero Leoncavallo, compozitor italian (d. 1919)
- 31 mai: Papa Pius al XI-lea (n. Achille Ambrogio Damiano Ratti), (d. 1939)
- 2 iunie: Karl Gjellerup, scriitor danez (d. 1919)
- 24 iulie: Henrik Pontoppidan, scriitor danez (d. 1943)
- 4 august: Augustin Bunea, istoric și teolog greco-catolic, membru al Academiei Române (d. 1909)
- 15 septembrie: William Howard Taft, al 27-lea președinte al SUA (1909-1913), (d. 1930)
- 8 noiembrie: Alexandru C. Cuza, profesor și om politic, membru al Academiei Române (d. 1947)
- 17 noiembrie: Joseph Babiński, neurolog francez (d. 1932)
- 26 noiembrie: Ferdinand de Saussure, lingvist elvețian (d. 1913)
- 28 noiembrie: Alfonso al XII-lea, rege al Spaniei (d. 1885)
- 7 decembrie: Hans-Georg Tersling, arhitect danez (d. 1920)

### Nedatate
- Agatha Bârsescu, actriță de teatru și cântăreață română (d. 1939)

## Decese
- 2 mai: Alfred de Musset (n. Louis-Charles-Alfred de Musset-Pathay), 46 ani, scriitor francez (n. 1810)
- 3 august: Eugène Sue (n. Marie Joseph Sue), 53 ani, nuvelist francez (n. 1804)
- 5 septembrie: Auguste Comte (n. Isidore Marie Auguste Xavier Comte), 59 ani, filosof francez (n. 1798)
- 25 septembrie: Astolphe Louis Léonor Custine, 67 ani, marchiz francez (n. 1790)
- 14 octombrie: Johan Christian Dahl (n. Johan Christian Claussen Dahl), 69 ani, pictor norvegian (n. 1788)